# Boroqoul
 (décembre 2018).
Si vous disposez d'ouvrages ou d'articles de référence ou si vous connaissez des sites web de qualité traitant du thème abordé ici, merci de compléter l'article en donnant les références utiles à sa vérifiabilité et en les liant à la section « Notes et références ».
Borokhula (mongol : Борохул) (v.1162 - 1217) est l’un des principaux généraux de Gengis Khan lors de son ascension au pouvoir.

## Biographie

### Famille
Il est issu de la maison des Üüshin, branche de dynastie aristocratique des Jurkin.

### Enfance
Élevé comme son fils par la mère de Temüjin, Hö'elün, il acquit une grande renommée en sauvant la vie du fils de Temüjin et futur héritier Ögedei après la bataille des sables de Qalaqaldjit en 1203.
En reconnaissance de cela et d'autres réalisations, Boroqul est devenu membre du conseil intérieur de Gengis et l'un de ses conseillers les plus fiables aux côtés de Bo'orchu et Muqali. Boroqul est mort lors d'une campagne contre les Tumed du nord en 1217, mais ses réalisations ont permis à ses descendants de rester des dirigeants importants de l'empire mongol pendant plusieurs siècles.

### Carrière
Boroqul apparaît pour la première fois dans les archives historiques peu de temps après le mariage de Temüjin avec sa femme Börte vers 1177 ou 1178. Servant de nökor (compagnon personnel; pl nökod) de Temüjin, Boroqul prospéra sous son nouveau seigneur, devenant bientôt le nökor le plus haut gradé après le grand ami de Temüjin, Bo'orchu.
Bien qu'il ait mené des troupes dans de nombreuses actions au cours de l'accession au pouvoir de son suzerain , l'acte qui a valu à Boroqul le plus de succès s'est produit peu de temps après la bataille des sables de Khalakhaljid en 1203. Ayant été trahi par son allié Toghril, Temüjin a subi une perte décisive sur les sables de Khalakhaljid et a été contraint de se retirer. Au cours de la bataille, son fils Ögedei, dix-sept ans, avait été grièvement blessé par une flèche dans le cou ; Boroqul a sauvé la vie d'Ögedei en suçant continuellement le sang coagulé de la blessure pendant le trajet nocturne jusqu'au camp de Temüjin. Lorsqu'ils arrivèrent peu après Bo'orchu, note l'Histoire Secrète, « du sang [coulait] des coins de la bouche [de Boroqul] ».
À la suite de ces actions et d'autres, Boroqul fut grandement honoré lors du kurultai Temüjin convoqué en mai 1206. Il reçut une sélection de récompenses et d'exemptions, améliorées uniquement par celles accordées à Bo'orchu et Muqali, qui comprenaient des exemptions de la peine de mort, et des postes, notamment celui d'échanson et de grand intendant. Rashid al-Din Hamadani a rapporté dans son Jami' al-tawarikh que Boroqul et Bo'orchu avaient été informés que Temüjin, désormais appelé Gengis Khan, les tenait avec un tel respect qu'il ne leur donnerait jamais d'ordres militaires spécifiques, contrairement à d'autres généraux tels que Muqali, Jebe et Subutai. Les deux hommes partageaient également le commandement titulaire du keshig, la garde impériale mongole, avec Muqali et Chilaun. Gengis a nommé ces quatre-là ses «destriers», et avec ses «chiens» (Subutai, Jebe, Jelme et Khubilai Noyon) et son camarade Shigi Qutuqu, ils ont formé les «paladins» ou conseil intérieur du khan. Boroqul commanderait les 38 000 soldats de l'aile droite mongole avec Bo'orchu, et en tant que conseillers les plus fiables du khan, eux et Muqali ont joué un rôle clé dans la défense du frère de Gengis, Qasar, lors de son différend avec le chaman Kokochu.
En 1217, Boroqul entreprit de commander une expédition contre les Tumed du nord, malgré la forte prémonition de sa mort imminente s'il partait. Il obtint de premiers succès contre les ceux-ci, qui avaient capturé le général mongol Qutuqa Beki, mais fut pris en embuscade et tué loin de la force principale par les éclaireurs Tumed. Irrité par la nouvelle de la mort de son compagnon, Gengis se prépara à diriger personnellement la campagne, mais fut dissuadé de cette voie par Muqali et Bo'orchu ; il envoya à la place son fils aîné Jochi, accompagné du général Dorbei Doqshin, qui réussirent ensemble à soumettre les Tumed au cours d'une éprouvante campagne d'hiver en 1217-1218. Une centaine de Tumeds ont été sacrifiés pour se venger de la mort de Boroqul.
Gengis assuma la responsabilité du bien-être des enfants de Boroqul, leur décernant des honneurs et s'intéressant à leur carrière ; le clan Üüshin auquel il appartenait devint une puissante famille aristocratique dans l'empire mongol. Sa famille a continué à recevoir le commandement titulaire du keshig sous Kubilai Khan ; Öchicher, l'un des descendants de Boroqul, a réussi à amasser une grande richesse personnelle à ce poste à la fin du XIIIe et au début du XIVe siècle,.

## Famille
De son épouse, Altani, il à une fille; Bayanjin Khatun, épouse de Kubilai Khan.
En outre, il a élevé trois enfants adoptifs : Hochu de la maison des Mergi, Khohochu de la maison des Besud et Shigihutu, un jeune Tatars.

## Source
- (en) Cet article est partiellement ou en totalité issu de l’article de Wikipédia en anglais intitulé « Borokhula » (voir la liste des auteurs).